# Circonscription de Argoba Liyu
La circonscription de Argoba Liyu est une des 135 circonscriptions législatives de l'État fédéré Amhara, elle se situe dans la Zone Nord Shoa. Son représentant actuel est Mustefa Sehu Isa.